# Владо Тричков (село)
Владо Тричков е село в Западна България. То се намира в Община Своге, Софийска област. Наименувано е на партизанина Владо Тричков. География
Селото се намира в планински район, на 17 км от София, на 670 м надм. височина в живописното Искърско дефиле. В селото живеят около 1700 жители. Територията му граничи със селата Луково, Реброво, Церецел и селата от Столична голяма община. Землището му е около 19 кв. км.
Селото се състои от няколко махали, пръснати по дефилето на р. Искър – Ромча (било е село, но сега приобщен квартал), Клисура, Калугерица, Голяма Лъка, Барата, Говедарник, Пехчаница, Лажов рът, Орешец. Като разположено от двете страни на река Искър селото има няколко въжени моста за пешеходци и един-единствен мост за автомобили, свързващ махалите от двете страни. 
До селото има автобусен и железопътен транспорт.
Административно се обслужва от Община Своге, телефон: 0726 / 25-39, www.svoge.bg; телефон на полицията в Своге: 0726 / 2201.

## История
Село Вл. Тричков се е състояло от махалите Орешец, Клисура, Калугерица, Голяма лъка и Ромча. Най-напред петте махали са водени административно към с. Церецел в периода 1920-25 г. През 1925 г. се оформя община със седалище Реброво и махалите преминават към нея с общото име Луково. През 1930 г. се открива спирка Луково, а жп. гарата при сегашното село Владо Тричков се преименува в Елин Пелин, като и махалите приемат същото име. Настоящето име на селото – Владо Тричков – се дава през 1952 година.
През 2006 г. кметът на община Своге Емил Атанасов води преговори с кмета на София за изграждане на сметище на София, разположено на около 1 километър или по-малко от сградите на вилна зона Ромча (включително и от църквата). Засегнатите местни жители и собственици на вили протестират в началото на 2007 г.

## Редовни събития
Съборът на село Владо Тричков ежегодно се провежда на 6 септември.

## Други

### Вилна зона Ромча
Ромча е вилна зона в землището на село Владо Тричков. Височина /на жп. спирката/ – 507.092 м. В нейния център има смесен магазин и кръчма, а на спирката – фурна. На спирката спират всички пътнически влакове, преминаващи през Искърското дефиле. Църквата на Ромча е разположена на хълм, откъдето се разкрива гледка към долината.

### Вилна зона Калугерица
Калугерица е вилна зона в землището на село Владо Тричков. Котловина, обградена от планини, в дъното на която минава река Искър. В миналото село Владо Тричков и прилежащите му махали са били част от с. Церецел, землището на което е едно от най-големите в България. До Калугерица се стига с влак, – на спирка „Владо Тричков“, както и с автомобил. Пътят за Калугерица минава близо до вилна зона Ромча. Проблем в района са също и обирите на вили в зимния период, когато „виладжиите“ мигрират към града. Малко са местните жители на Калугерица, което е характерно за целия район на Церецел.